# 中山勳章
中山勳章為中華民國次高榮譽的文職勳章，僅次於采玉大勳章。此勳章於民國30年（1941年）2月12日頒行，主要頒授予統籌大計安定國家、對建國事業有特殊勳勞者。至今只有鄭照、鍾宇、呂秀蓮、陳建仁、張忠謀、賴清德六人獲得此勳章，為中華民國頒授數量最少之勳章，比最高等級采玉大勳章頒發數還要少。而且由於采玉大勳章僅是國家元首的象徵物或授予外國國家元首，所以中山勳章也是法理上非元首官員及一般民眾實際能獲頒的最高级别文職勳章。

## 外观
正章中心為孫中山像，示孫中山創建中華民國。副章中心為三民主義圖書，示三民主義博大精深為立國之根基。

### 章體
中山勳章為藍色五角式狀，五角間為金色光芒。正章（星章）圓形中心為孫中山像，副章（授章）圓形中心為白底綠色三民主義圖書，中心與五角間有多角小芒星，材質為銀質珐瑯鍍金多層結構，副章帶國徽章環。

### 授帶
中山勳章不分等級，大授有表右肩左斜佩戴，大授帶顏色与泰國國旗類似：中央為藍色，两側邊緣為紅色，紅藍條之間有白色條紋。與軍文職勳章配掛時僅次於采玉大勳章之次高位置。

## 授予

### 资格
- 統籌大計、安定國家者。
- 翊贊中樞、敉平禍亂者。
- 對建國事業有特殊勳勞者。

### 獲頒人員
- 鄭照、鍾宇：

1944（民國33）年11月頒，對建國事業有特殊勳勞。鄭照與鍾宇為興中會創會成員、孫中山故舊。國民政府在民國33年（1944年）雙十節慶祝興中會五十周年纪念時追念前功，特頒给鄭、鍾兩人中山勳章。民國34年（1945年）春，國民政府駐檀香山總領事館邀集全埠商工領袖多人，在領事館舉行鄭、鍾二人授勳典禮。民國36年（1947年）秋，鄭照返國聘為國民政府顧問。
- 呂秀蓮：

2008（民國97）年5月7日頒，連任兩屆民選副總統，輔弼元戎，襄贊中樞有功。通常副總統都是頒授中正勳章，但考量呂秀蓮是首位任滿兩屆、共八年的民選副總統，故躍升一級逕領中山勳章。
- 陳建仁：

2020（民國109）年5月18日頒，擔任中華民國第十四任副總統，輔弼元戎，襄贊中樞有功。任內政績包括主持年金改革委員會、婚姻平權、推動人權工作、與宗教團體溝通對話及與出訪台灣友邦，並在COVID-19疫情中為台灣提供專業意見與指揮中心體系，為台灣抗疫作出重大貢獻。
- 張忠謀：

2024（民國113）年4月19日頒，台灣積體電路製造公司創辦人，張創辦人6度代表蔡總統出任領袖代表，代表國家參與「APEC經濟領袖會議」；並對台灣高科技產業，以及經濟發展具有重大貢獻，台積電的創新商業模式帶領台灣半導體產業躍身於國際；而致力於供應鏈本土化，帶動「護國群山」的發展，使台灣在全球供應鏈中扮演關鍵角色。為首位暨目前唯一獲頒之企業家非政治家。
- 賴清德：

2024（民國113）年5月13日頒，時任副總統、候任總統。